# Bid'ah

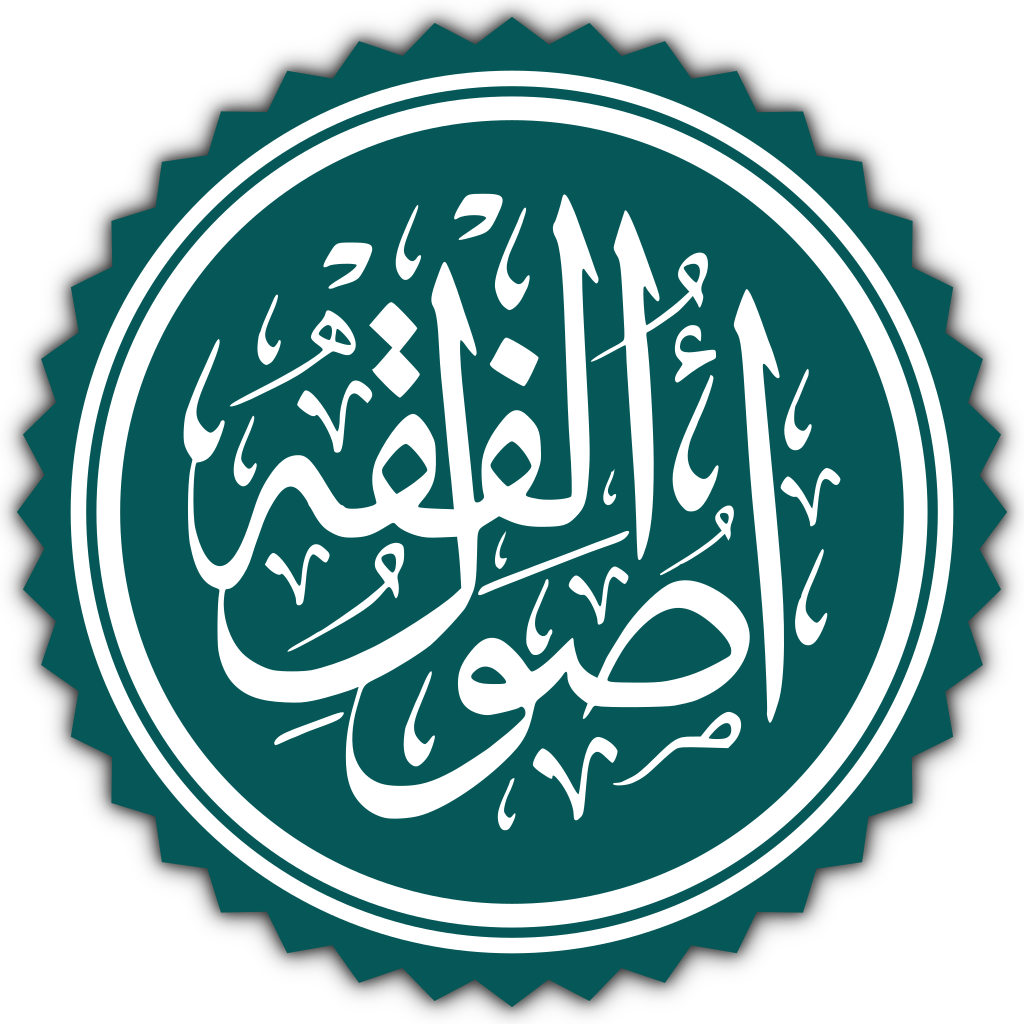
Usul al-Fiqh, i principi di giurisprudenza islamica

Nell'Islam e nella sharia (legge islamica), bidʿah (Arabo: بدعة let. "innovazione") si riferisce all'innovazione in materia religiosa.  Linguisticamente, come parola araba, il termine può essere definito più ampiamente, come "innovazione, novità, dottrina eretica, eresia.  L'utilizzo di questa parola, però, assume significati diversi in base al contesto nella quale viene utilizzata. È oggetto di molti hadith comunemente usati nei testi musulmani. Il termine si trova anche nel Corano, nella Sura Al-Hadid come ابتدعوها.
Diversi hadith che narrano ciò che Maometto e i primi musulmani dicono di ʻ – uno di questi è: "Evita le novità perché ogni novità è un'innovazione e ogni innovazione è un errore"  – sono spesso citati come prova dell'opposizione dell'Islam all'innovazione nella religione. Si dice (da Mehram Kamrava, politologo qatariota) che il termine abbia acquisito nel tempo "una connotazione altamente negativa, persino temuta" nel mondo islamico, dove gli attacchi a ʻ hanno trovato riscontro nelle masse musulmane.  Ci sono diversi disaccordi all'interno della comunità musulmana sulle interpretazioni del concetto. 
Va fatta una distinzione chiave: abbiamo la Bid'a positiva (حسنة), ovvero che alcuni studiosi distinguono tra innovazioni buone (come progressi tecnologici o miglioramenti sociali) e cattive (in ambito religioso); e la Bid'a negativa (ضلالة) ovvero che qualsiasi aggiunta o modifica nella pratica religiosa non basata sul Corano o sulla Sunna è considerata eretica.
Nella letteratura araba classica (Arabo: أدب عربي) al di fuori della religione, bid ʻ è stato utilizzato come forma di lode per composizioni eccezionali di prosa e poesia. 